# Andrés Isasi
Andrés Isasi y Linares (* 28. Oktober 1890 in Bilbao; † 6. April 1940 in Algorta (Getxo)) war ein baskisch-spanischer Komponist.

## Leben
Andrés Isasis Eltern verstarben früh, seine musikalische Begabung wurde besonders vom Großvater, dem Marquis von Barambio, gefördert. Als 18-Jähriger brachte er erste eigene Klavierkompositionen in Bilbao zur Uraufführung. Nach Beendigung der Schulausbildung reiste Isasi 1909 nach Berlin, wo er bei Karl Kämpf und Engelbert Humperdinck studierte. Letzterer zählte Isasi zu seinen Lieblingsschülern und ermutigte ihn zur Komposition von Orchesterwerken, von denen mehrere in Berlin uraufgeführt wurden. Die 1911 entstandene Sinfonische Dichtung „Zharufa“ wurde bei einem Kompositionswettbewerb in Malmö 1914 mit dem 2. Preis ausgezeichnet.
Im gleichen Jahr, beim Ausbruch des Ersten Weltkrieges, kehrte Isasi nach Bilbao zurück und ließ sich später auf seinem Besitz in Algorta nieder, der sich in der Folge zu einem künstlerischen Treffpunkt entwickelte. Isasis Kompositionen fanden jedoch in seiner Heimat keine größere Beachtung, so dass er bei seinem Tod 1940 weitgehend vergessen war.

## Werk
Isasi komponierte zwei Sinfonien, mehrere Orchesterwerke (Suiten und Sinfonische Dichtungen), ein Klavierkonzert, Klavier- und Kammermusik (darunter mehrere Streichquartette), Chorwerke und zahlreiche Lieder (später vorwiegend auf eigene Texte). Stilistisch steht er in der Tradition insbesondere der deutschen Spätromantik.